# Церковь Святого Николая (Таллин)
Не путать с православной церковью Святого Николая в Таллине
Це́рковь Свято́го Никола́я (нем. Nikolaikirche), также церковь Ни́гулисте (эст. Niguliste kirik) — одна из главных средневековых церквей Таллина. Храм, доминирующий в панораме западной части Старого города, был основан в середине XIII века готландскими купцами вестфальского происхождения и был освящён в честь покровителя всех мореходов — святого Николая. Здание сильно пострадало от советской бомбардировки в марте 1944 года и по завершении реставрации стало использоваться как музей и концертный зал. Это один из четырёх филиалов Эстонского художественного музея. Здание церкви внесено в Государственный регистр памятников культуры Эстонии как памятник архитектуры и исторический памятник.

## История
Часть немецких переселенцев — купцов из Вестфалии — в 1230 году обосновалась юго-западнее Ратушной площади; этот участок через улицу Пикк-Ялг был связан с Вышгородом. Для строительства церкви ими была выбрана просторная площадка на восточной стороне нынешней улицы Ратаскаэву, и к концу XIII века на нынешнем месте была возведена трёхнефная церковь с четырьмя травеями. Её тогдашний облик значительно отличался от современного, в частности, отсутствовала большая западная башня, сооружение которой требовало крупных затрат и началось только во второй половине XIV века.
Первоначально церковь использовалась также как хранилище товаров, в ней иногда заключались торговые сделки, как вообще было тогда принято в крупных центрах торговли. Укреплённые торговые церкви в районе Балтийского моря имели давние традиции. Странствующие купцы строили их уже с XII века как центры сезонно используемых торговых пунктов.
Основная часть существующего здания построена в 1405—1420 годах, когда появилась клерестория (верхние галереи над боковыми нефами). В 1515 году башня была надстроена готическим остроконечным шпилем. В XVII веке башня и шпиль были переделаны в стиле барокко. Шпиль позднее не раз надстраивался, пока не достиг нынешней высоты в 105 метров.
Церковь Святого Николая — единственная из церквей Нижнего города, в которой в дни Реформации Католической церкви смогли предотвратить разграбление протестантами внутреннего убранства храма. Ночью 14 сентября 1524 года агрессивная толпа горожан, разгромив церкви Святого Олафа, Пюхавайму и святой Екатерины в Доминиканском монастыре, подошла к церкви Святого Николая, однако местное предание утверждает, что замки дверей были запаяны свинцом. Потом страсти улеглись, и храм стал лютеранским; богатое убранство было сохранено.
Во время воздушной бомбардировки Таллина советской авиацией 9 марта 1944 года здание, как и весь окрестный район, было сильно повреждено. Резная кафедра XVI века и многие другие произведения искусства погибли, но наиболее ценные удалось сохранить.
В послевоенное время в храме велись реставрационные работы. Лишь в 1970-е годы был восстановлен утраченный в годы войны шпиль. В ночь на 13 октября 1982 года в здании случился сильный пожар, в результате чего восстановленный на башне шпиль рухнул.
После ремонта здания и реставрации интерьера в бывшей церкви Нигулисте в январе 1984 года был открыт филиал Эстонского художественного музея и концертный зал.
В музее Нигулисте были собраны ценнейшие из сохранившихся в Эстонии произведений средневекового искусства: алтари, скульптуры, картины, гербы-эпитафии, исповедальни, украшавшие некогда церкви и монастыри Таллина и за его пределами. Особого внимания заслуживает всемирно известная картина любекского живописца Берндта Нотке «Пляска смерти», часть которой находится в часовне Св. Антония. На картине показана цепь из людей разных сословий, начиная папой римским и заканчивая младенцем, а также танцующие рядом с ними фигурки Смерти, завлекающие людей в танец. Сначала художник написал две схожие картины, одна из них погибла в Любеке во время войны, в Таллине смогли сохранить лишь фрагмент этого произведения. В церкви сохранился алтарь старонидерландской работы, изготовление которого приписывается знаменитому таллинскому художнику Зиттову.
Церковь Св. Николая известна своей хорошей акустикой, в её здании регулярно проводятся органные концерты.
При инспектировании 8 декабря 2022 года состояние здания церкви было признано удовлетворительным.

## Церковный некрополь
У церкви сохранился ряд надгробных плит и некоторые захоронения. С северной стороны находится жёлтый мавзолей принца Гольштейн-Бекского, прямого предка (по мужской линии) британского принца Чарльза.
Рядом капелла русского фельдмаршала де Круа, где его тело было выставлено за неуплату долгов на всеобщее обозрение и под действием селитры мумифицировалось до такой степени, что до момента его погребения в 1897 году сохранялись даже костюм и парик. Посетив Николаикирхе в 1843 году, князь Вяземский писал про «кащея,
Что, не принятый землёй,

Ждёт могилы, сиротея,

Не мертвец и не живой.

Дней Петровых современник,

Взяли в плен его враги,

И по смерти всё он пленник

За грехи и за долги.

Ты поведай, скоро ль сбросит

Он курчавый свой парик

И земную цепь износит,

Успокоенный старик?»
Под липой к югу от церкви похоронен её пастор Христиан Кёльх. Авторство находящейся у церкви надгробной плиты городского врача Йоханнеса Баливи приписывается[кем?] Михелю Зиттову (1520).

## Галерея
- Восстановительные работы в июне 1948 года
- Шпиль церкви после пожара 1982 года
- Орган церкви
- Входной портал в усыпальницу
- Алтарь церкви